# سراستهلان (محترم آباد)
سراستهلان، روستایی در دهستان محترم‌آباد بخش کتیج شهرستان فنوج در استان سیستان و بلوچستان ایران است. 
این روستا در ۲۵ کیلومتر شمال محترم‌آباد قرار دارد.

## جمعیت
این روستا در دهستان محترم‌آباد قرار دارد و بر اساس سرشماری نفوس و مسکن در سال ۱۳۹۵ جمعیت این روستا زیر ۳ خانوار بوده است. 